# Cakov
Cakov – wieś (obec) na Słowacji położona w kraju bańskobystrzyckim, w powiecie Rymawska Sobota. Pierwsze wzmianki o miejscowości pochodzą z roku 1395. 
Według danych z dnia 31 grudnia 2012, wieś zamieszkiwały 302 osoby, w tym 144 kobiety i 158 mężczyzn.
W 2001 roku rozkład populacji względem narodowości i przynależności etnicznej wyglądał następująco:
- Słowacy – 4,18%
- Czesi – 0,76%
- Romowie – 6,84%
- Węgrzy – 84,41%

Ze względu na wyznawaną religię struktura mieszkańców kształtowała się w 2001 roku następująco:
- Katolicy rzymscy – 60,84%
- Grekokatolicy – 0,38%
- Ewangelicy – 0,38%
- Ateiści – 5,32%
- Nie podano – 5,32%